# Macao, l'enfer du jeu
Macao, l'enfer du jeu (Labaredas (título em Portugal) ou Macau: Inferno do Jogo (título no Brasil)) é um filme a preto e branco francês de 1942 realizado por Jean Delannoy e escrito por Pierre-Gilles Veber e Roger Vitrac. Foi adaptado do famoso romance homónimo de Maurice Dekobra, publicado pela editora francesa Éditions Baudinière e em língua portuguesa pela editora Vecchi na década de 1970. Foi exibido em França a 9 de dezembro de 1942 e em Portugal a 23 de julho de 1947.

## Argumento
Em Macau, na maior parte dos locais de diversão e tráfico de armas, um drama opõe-se a um aventureiro e sua filha que se deixam elevar pela ignorância do seu comércio. Ela é separada de seu ambiente e salva da tragédia por um jovem jornalista que a ama.

## Elenco
- Sessue Hayakawa como Ying Tchaï
- Mireille Balin como Mireille
- Henri Guisol como Almaido
- Erich von Stroheim como Werner von Krall
- Louise Carletti como Jasmine
- Jim Gérald como marinheiro
- Marie Lorain como senhora Marguenon
- Alexandre Mihalesco como Yassouda
- Étienne Decroux como marinheiro
- Tsugundo Maki como secretário de Ying Tchaï
- Georges Lannes como capitão
- Roland Toutain como Pierre Milley